# Reserva de la Biosfera La Sepultura

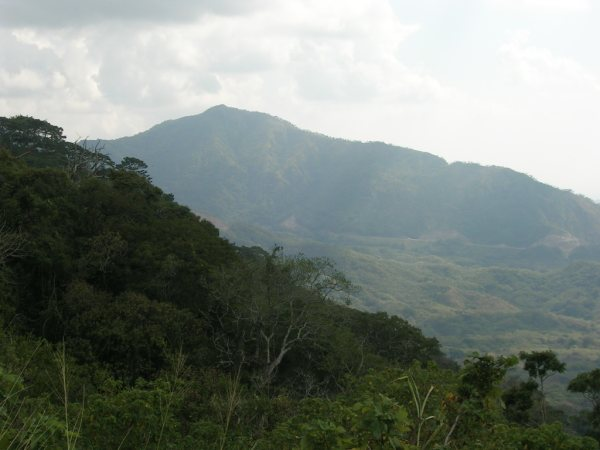
Reserva de la Biosfera La Sepultura en México.

La Reserva de la Biosfera La Sepultura es una reserva natural ubicada en el suroeste del Estado de Chiapas, México, dentro de la zona noroeste de la Sierra Madre de Chiapas. Sus límites geográficos incluyen al norte y noreste la Depresión Central de Chiapas; al este, la extensión de la Sierra Madre hacia la región del Soconusco; al sur la Planicie Costera del Pacífico en Chiapas; y al oeste las estribaciones de la Sierra Madre que continúan hacia Oaxaca
La Reserva de la Biosfera La Sepultura abarca parte de los municipios de Arriaga, Cintalapa, Jiquipilas, Tonalá, Villacorzo y Villaflores, en el estado de Chiapas. Su extensión total es de 167,309.86 hectáreas, de las cuales 13,759.21 hectáreas corresponden a cinco zonas núcleo que no están conectadas entre sí: Cuenca del Arenal (1,811.87 ha), San Cristóbal (602.31 ha), La Palmita (1,937.68 ha), Tres Picos (7,267.23 ha) y La Bola (2,140.13 ha) La zona de amortiguamiento comprende 153,550.65 hectáreas Geográficamente, se ubica entre las coordenadas 16°00’18” y 16°29’01” de latitud norte, y 93°24’34” y 94°07’35” de longitud oeste
La reserva se destaca por su selva caducifolia y vegetación relicta de bosque mesófilo (bosque de niebla) de montaña y matorrales de niebla. 

## Biodiversidad
La Reserva de la Biósfera la Sepultura presenta un gradiente altitudinal que va desde los 60 hasta los 2,550 metros sobre el nivel del mar, además de estar expuesta a dos vertientes y estar ubicada en el Istmo de Tehuantepec, una zona con fuerte influencia de vientos. Estas condiciones han favorecido la presencia de al menos 10 de los 18 tipos de vegetación primaria identificados en Chiapas, así como una notable diversidad de especies endémicas, raras, amenazadas y en peligro de extensión, tanto de flora como de fauna
De acuerdo al Sistema Nacional de Información sobre Biodiversidad de la Comisión Nacional para el Conocimiento y Uso de la Biodiversidad (CONABIO) en la Reserva de la Biosfera La Sepultura habitan más de 3,070 especies de plantas y animales de las cuales 233 se encuentra dentro de alguna categoría de riesgo de la Norma Oficial Mexicana NOM-059-ECOL-1994  y 46 son exóticas.

### Fauna
Según estudios realizados por el instituto de Historia Natural en 1966, la Reserva de la BIosfera La Sepultura alberga un total de 406 especies de vertebrados terrestres. Estas se distribuyen en 24 especies de anfibios, 49 de reptiles, 236 de aves y 97 de mamíferos

#### Especies en Riesgo
Según la Norma Oficial Mexicana NOM-059-ECOL-1994 -que clasifica a las especies y subespecies de flora y fauna silvestres en las categorías de peligro de extinción, amenazadas, raras o sujetas a protección especial-, 121 de las 406 especies de vertebrados identificados en La Sepultura se encuentran bajo alguno de estos estatus. Esto implica que el 30% de la fauna que fue registradea en la reserva enfrenta distintas amenazas a sus poblaciones
Entre las especies más emblemáticas en riesgo se encuentran el jaguar (Panthera onca), el puma (Felis concolor), el mono araña (Ateles geofrroyi), el tapir (Tapirus bairdii), la ardilla voladora (Glaucomys volans), el cacomixtle tropical (Bassariscus sumichrasti), el hocofaisán (Crax rubra), el águila solitaria (Harpyaliaetus solitarius), el pajuil (Penelopina nigra), el quetzal (Pharomachrus mocinno), el gorrión azulito (Passerina rositae), la chatilla (Porthidium dunni), la culebra listada (Sinfimus leucostomus) y la salamandra del Tres Picos (Dendrotriton magarhinus).

#### Especies Endémicas
Entre las especies endémicas de fauna de la reserva se encuentran el dragoncito de La Sepultura (Abronia ramirezi), el zacatonero istmeño (Peucaea sumichrasti), el colibrí berilo (Amazilia berillyna), el colibrí frente verde (Amazilia viridifrons), el anolis chiapaneco (Anolis cuprinus), el anolis de Matuda, o anolis pardo de Matuda (Anolis matudai), la salamandra lengua hongueada occidental (Bolitoglossa occidentalis), el casique mexicano (Cassiculus melanicterus), la matraca chiapaneca (Campylorhynchus chiapensis), el puercoespín tropical (Coendou mexicanus),la cuija yucateca (Coleonyx elegans), la culebra guardacaminos rayada (Conophis vittatus), la rana ladradora mexicana (Craugastor mexicanus), la rana ladradora enana chiapaneca (craugastor sartori), el garrobo de México (Ctenosaura acanthura), el guaqueque mexicano (Dasyprocta mexicana), el papamoscas mexicano (Deltarhynchus flammulatus), la ranita de arroyo (Duellmanohyla schmidtorum), el murciélago lengüetón de Xiutepec (Glossophaga morenoi), el ratón espinoso (Heteromys nelsoni), el sapo jaspeado o sapo marmoleado (Incilius marmoreus), la culebra ojo de gato del suroeste (Leptodeira maculata), la culebra perico gargantilla (Leptophis diplotropis), la culebra cabeza surcada (Manolepis putnami), Tlacuache Ratón Gris (Marmosa canescens), la Chicoteadora (Coluber mentovarius), la Chachalaca Pálida (Ortalis poliocephala), el colorín azulrosa (Passerina rositae), el colorin pecho naranja, colorín pecho naranja o colorín vetridorado (Passerina leclancherii), el ratón de mesa o ratón montero negruzco (Peromyscus melanophrys), la rana dedos delgados ojona o rana dedos largos (Plectrohyla lacertosa), la nauyaca chatilla (Porthidium dunni), la salamandra (Pseudoeurycea parva), la tortuga de monte payaso (Rhinoclemmys rubida), la culebra parchada del pacífico o culebra matorralera (Salvadora lemniscata), la lagartija espinosa chiapaneca (Sceloporus carinatus), la lagartija espinosa chiapaneca (Sceloporus carinatus), la lagartija escamosa castaño (Sceloporus siniferus), la encinela de selva (Scincella gemmingeri), la rata híspida jalisciense (Sigmodon mascotensis), la culebra listada (Symphimus leucostomus), la coa citrina (Trogon citreolus), la iguana espinosa mexicana (Ctenosaura pectinata) y la lagartija de árbol del pacífico (Urosaurus bicarinatus).

#### Especies Micro Endémicas
Las especies microendémicas de fauna encontradas en la reserva son la mojarra de Chiapa de Corzo (Cichlasoma grammodes) y la salamandra de bromelia de Xolocalca (Dendrotriton xolocalcae).

### Flora
Las especies representativas de flora encontradas en la reserva son el copal (Bursera excelsa), la chaca, palo mulato o palo chaca (Bursera simaruba), el cedro campanilla (Cedrela salvadorensis), el copalchi (Croton guatemalensis), la guayaba de montaña (Eugenia hypargyrea), el casahuate (Ipomoea wolcottiana), la cabeza de angel (Calliandra houstoniana), el nache (Byrsonima crassifolia), la carne de venado (Capparis flexuosa), el kook che' (Crataeva tapia), la raspa lengua (Casearia corymbosa), el palo zorrillo (Senna atomaria) y el palo de brasil (Haematoxylon brasiletto).

#### Especies en Riesgo
En la Reserva de la Biósfera la Sepultura se han identificado 15 especies que se encuentran en alguna catergoría de riesgo, ya sea como amenzazadas, en peligro de extinsión o sujetas a protección especial, según lo establecido en la Norma Oficial Mexicana NOM-059-ECOL-1994.
Entre las especies más vulnerables -debido a su carácter endémico o raro en México y su estatus de amenaza o peligro de extinción- destacan la palma espinuda o espadaña (Dioon merolae), la cícada (Ceratozamia norstogii), el camotillo (Zamia loddigesii), la palma camedor (Chamaedorea quezalteca), el tepejilote (Chamaedorea woodsoniana), la palma fina (Chamaedorea graminifolia), la guaya de cerro (Chamaedorea pinnatifrons), la flor de candelaria (Catlella skinneri), el palo de águila (Laelia superbiens); la palmita (Zamia herrerae), el palo de hierro (Ostrya virginiana) y el ocote (Pinus chiapensis).

#### Especies Endémicas
Entre las especies de flora endémicas de la reserva se encuentran la flor de picante (Adenophyllum aurantium), el maguey (Agave breedlovei), el anturio o cuna de moises (Anthurium cerrobaulense), la melastoma (Arthrostemma primaeva), la mano de metate (Atropoides nummifer), la bartlettina (Bartlettina breedlovei), el nance agrio (Byrsonima bucidifolia), la Jarilla (Calea megacephala), la cicada chiapaneca (Ceratozamia alvarezii), la cycada o tapacarbón (Ceratozamia matudae), la palma de todos los santos (Ceratozamia mexicana), la cícada (Ceratozamia mirandae), la cícada (Ceratozamia norstogii), la palma o camedor despeinado (Chamaedorea glaucifolia), el crisantemo (Chrysanthellum perennans), la canela (Cinnamomum chiapense), el Coshosté (Clethra matudae), la Cojoba (Cojoba mariaelenae),el Siricote (Cordia dodecandra), la Asterácea (Cromolaena opadoclinia), el Shonashe (Croton vitifolius), la Vara Blanca (Croton wilburi), la Pata de cabra (Cuphea subuligera), la cecropia (Coussapoa purpusii), el cyperus matudae (Cyperus matudae), la espadaña (Dioon merolae), el diente de perro (Dioscorea mesoamericana), el bejuco de canasta (Dioscorea tacanensis), la lili (Echeandia reflexa), el piñón o pomolché (Jatropha gaumeri), la orquídea malaxis greenwoodiana (Malaxis greenwoodiana), los granadillos-palo blanco (Maytenus chiapensis), el ocote o pino chiapensis (Pinus chiapensis), el encino enano (Quercus macrophylla), el moquillo (Saurauia madrensis), la bromelia (Pitcairnia secundiflora), el taquicui (Prunus lundelliana), y la bromelia (Werauhia pycnantha).

## Aprovechamiento de los Recursos Naturales
En la Reserva de la Biósfera la Sepultura se ha mantenido una tendencia constante en cuanto a la explotación de los recursos naturales se refiere, sin la consecución de beneficios para los campesinos locales derivados del aprovechamiento de dichos recursos.
El tipo de suelo presente en la región es mayoritariamente de uso forestal, sin embargo, ha sido cambiado principalmente para la realización de actividades agrícaolas y ganaderas, lo cual ha significado un impacto negativo considerable.

### Agricultura
El cultivo de maíz predomina en la zona, produciéndose a partir del método de roza-tumba-quema; esta práctica se presenta en la mayoría de las comunidades y ejidos en zonas sin vocación agrícola, ocasionando bajos rendimientos y parcelas abandonadas después de 3 o 4 años de actividad, lo que propicia la apertura de nuevas áreas para continuar con el cultivo.

### Ganadería
La ganadería es la actividad preponderante en la Reserva, ya sea con pastos inducidos o bajo los bosques. Entre las especies de pastos introducidas se encuentran el jaragua (Hyparrhenia rufa), el estrella (Cynodon plectostachyum), el gigante (Pennisetum purpureum) y el zacatón (Panicum maximum). En algunas zonas, el ganado deambula de manera libre entre áreas cubiertas por bosques de pion y/o encino de la Depresión Central, o entre las selvas tropicales secas de la planicie costera, lo cual contribuye a la degradación de la vegetación endémica y dificulta su regeneración

### Forestal
Las comunidades aprovechan una gran variedad de recursos forestales, principalmente agua; madera para construcción y leña; fauna silvestre como fuente de alimento y en ocasiones para uso medicinal (jabalí de collar, venado cola blanca, tepescuintle, armadillo, piguas, entre otros); palma camedor, plantas comestibles, plantas de uso medicinal y plantas para de valor cultural utilizadas en rituales religiosos.

#### Explotación de la Palma Camedor
En el caso particular de la Reserva, la explotación de la palma camedor se lleva a cabo en los ejidos de Sierra Morena, en el municipio de Villacorzo; Tiltepec y Michoacán, en el municipio de Jiquipilas; y en los ejidos Raymundo Flores, Las Palmas, y las Rancherías Piedra Ancha y Nueva Providencia del municipio de Tonalá.
Esta actividad se ha realizado sin ningún control, pues aunque algunas comunidades tienen permiso para llevarla a cabo, se desconoce el estatus actual de la población de la especie, a partir de lo cual se podría determinar si el recurso puede soportar el aprovechamiento o se debe realizar una restauración de las zonas cuyas poblaciones son más accesibles y han sido sobreexplotadas, disminuyendo la probabilidad de producción de la semilla, lo que lleva a un empobrecimiento genético, es decir, el decremento de los especímenes más robustos.

### Uso de Suelo
De acuerdo con las características de la Reserva -topografía, tipo de suelo, clima, hidrología, vegetación, flora y fauna-, el 90% de la supercicie tiene un carácter principalamente forestal -aunque no necesariamente silvícola-, un 5% tiene potencial para la realización de actividades agrícolas, un 4% es de carácter agrícola y un 1% es de usos diversos tales como el aprovechamiento de cuerpos de agua, asentamientos humanos y caminos. A pesar de esto, de acuerdo con datos de campo recabados en el año de1988, el 55% de la suerficie de la Reserva es utilizada para la realización de actividades agropecuairas, con los consiguientes efectos adversos que estas prácticas provocan en el medio ambiente, mismos que son excacerbados por las particularidades de las tierras

#### Uso Agrícola y Pecuario
El uso de suelo en la reserva tiene que ver con actividades de índole económico orientadas hacia el sector primario (agricultura, ganadería y actividad forestal), las cuales siguen una distribución altitudinal a partir de las características fisiográficas de la región.

#### Otros Usos
En la reserva se han registrado distintos usos de suelo sin una cuantificación de las superficies utilizadas, de los niveles de producción o del destino mismo de la producción, como lo son los casos de las plantaciones de mango, naranja, nanche, limón, papaya y plátano, que de manera regular se comercian de forma local.
Los asentamientos humanos también ocupan un espacio importante en la Reserva e impactan fuertemente al medio ambiente.

## Problemática Ambiental

### Degradación de la Selva Tropical
El ecosistema con mayor tensión registrada dentro de la Reserva son las selvas tropicales (selvas medianas subperennifolias, selvas medianas subcaducifolias, selvas bajas caducifolias y vegetación de sabana), que representan en conjunto al rededor de 51,300 hectáreas.
Las actividades cuya realización representa un mayor impacto son la ganadería extensiva y la agricultura de roza-tumba-quema, particularmente para la producción de ganado bovino y el cultivo de maíz, frijol y calabaza, seguidos por los daños causados por los asentamientos humanos, los incendios forestales ocasionados por las actividades de índole agropecuaria y la extracción de madera.

### Degradación del Sistema Hidrológico
El sistema hidrológico de la Reserva, el cual se constituye por los ríos Lagartero, Las Arenas, Tiltepec, Zanatenco y Ocuilapa en el Pacífico; San Miguel en el Centro; y Salto Chiquito, Tablón, Los Ángeles, Tres Picos, Sierra Morena y Los Amates en la Frailesca, así como por el vaso de la presa de riego Rosendo Salazar, se ha visto dañado de manera indirecta por la actividad agropecuaria, puesto que las partes altas y las laderas han sido desmontadas, al igual que los causes de los ríos. Además, la implementación de una gran variedad de cultivos o la introducción de potreros en suelos de carácter fluvial o de vega, provocan un detrimento importante debido a la erosión, el arrastre de los sedimentos, la lixiviación, la ampliación de los causes, el azolvamiento y la contaminación por agroquímicos y coliformes fecales.
De igual manera, el sistema hidrológico de la Reserva se ve afectado por la construcción de caminos secundarios, así como el mantenimiento de la red principal de carreteras, como en el caso del río Zanateco en el municipio de Tonalá, afectado por la carretera de Villaflores-Tonalá, o el caso del río Los Amates, en el municipio de Villacorzo, en el afluente de SIerra Morena, gravemente dañados por el azolvamiento y la polución por residuos sólidos, particularmente por arena y piedras. La situación de contaminación en el río Zanateco llegó a tal punto que incluso fue necesario remover la principal toma de abastecimiento para la ciudad de Tonalá, provocando graves afectaciones en la población

### Degradación de los Ecosistemas de Bosques Templados Deciduos
Estos ecosistemas de la Reserva, formados por bosques de pino, pino-encino y encinares, los cuales abarcan una superficie de más de 36,000 hectáreas, presentan un nivel Alto de presión debido, en primer lugar, a la ganadería extensiva, y en segundo, a la agricultura; estas actividades provocan incendios forestales debido a la roza-tumba-quema y a la quema para revovar pastizales.

### Degradación de los Ecosistemas de Bosques Mesófilos
Estos ecosistemas, conformados por los bosques de pino-encino-liquidámbar, las selvas medianas perennifolias, los bosques de niebla y los chaparrales de niebla, comprenden alrededor de 11,900 hectáreas de las zonas núcleo de la Reserva, presentan un nivel Medio de presión, sin embargo, su protección y preservación son una alta prioridad.
Las principales amenazas para estos ecosistemas son los asentamientos humanos y la construcción de caminos.

## Zonificación
En la zonificación de la Reserva se clasificó el territorio en unidades ambientales, mismas que se refieren a los tipos de paisaje encontrados en la región, a partir de lo cual se realizó un análisis para el establecimiento de los criterios de regionalización paisajista, considerando de forma integral la conformación territorial tomando como base la acción que los seres humanos socialmente organizados llevan a cabo sobre su entorno y a la dinámica dada de forma natural, para de esta manera crear paisajes relativamente homogéneos

### Criterios
Para la Zonificación de la Reserva, se observaron tres aspectos principales: físicos, bióticos y socioeconómico-políticos, determinandose los criterios de Densidad de Población, Producción, Tipos de Suelo, Incendios Forestales, Aprovechamientos Forestales, Erosión, Contaminación por Agroquímicos, Obras Públicas de Infraestructura, Nuevos Centros de Población, Asentamientos Humanos, Cacería, Tipos de Vegetación, Endemismos y especies con estatus, Clasificación de Hábitat, Fragmentación de Hábitat, Zonas de Vientos, Zonas Climáticas, Zonas Topográficas y Fisiográficas, Zonas Económicas, Zonas de Indices de Marginación, Areas de Pastoreo Intensivo, Cuencas Hidrológicas, Invasión de Tierras , Tenencia de la Tierra, Tráfico de Especies, Areas de Belleza Escénica, Infraestructura Educativa, Presencia de Organizaciones Campesinas, Influencia de la Zona Urbana y Sitios Histórico-Culturales

### Objetivos
Los objetivos de la zonificación en la Reserva consideron como criterios primordiales:
1. La zonificación legal que le fue otorgada para su conservación y manejo, la cual contempla las zonas núcleo y la zona de amortiguamiento.
2. La Reserva abarca la zona oeste de la Sierra Madre de Chiapas y tiene una diversidad regional propiciada por su posición entre dos vertientes su ubicación en el Istmo de Tehuantepec y debido a su composición a partir de dos regiones hidrológicas y 9 subcuencas hidrográficas.
3. La zona de influencia establecida a partir de límites reconocibles se define de la siguiente manera: En el norte, partir de la porción ubicada en la Depresión Central de Chiapas, hasta las formaciones orográficas que abarcan hasta el valle de Cintalapa-Jiquipilas; en el este se extiende hasta el límite con el área de influencia Reserva de la Biosfera El Triunfo, en las zonas altas de la Sierra Madre de Chiapas; en el sur llega hasta la carretera federal 200, desde el kilómetro 29 hasta la frontera con el Estado de Oaxaca (60 kilómetros), incluyendo a las ciudades de Tonalá y Arriaga; y al oeste la carretera federal 190 (Panamericana) del kilómetro 43 hasta la frontera con Oaxaca (30 kilómetros).
4. En el análisis de las unidades naturales se tomaron en cuenta los usos actuales, potenciales y alternativos del suelo, así como los aspectos de fisiográficos, topográfícos, de tipo de suelo, de drenaje natural, de tipos de vegetación, especies bandera o con estatus, asentamientos humanos y condiciones socioeconómicas de la Reserva.
5. La distribución de los regímenes de propiedad de la tierra.
6. En la definición zonas de manejo se consideraron las normas de uso del suelo, de acuerdo a las políticas establecidas para cada zona de manejo.[2]

### Zonas Núcleo

#### Ubicación
La Reserva cuenta con 5 zonas núcleo: Cuenca del Arenal con una extensión de 1,811 hectáreas; La Palmita cuya extensión es de 1,937 hectáreas; San Cristóbal con 602 hectáreas; Tres Picos con 7,267 hectáreas; y La Bola con una superficie total de 2,140 hectáreas.

#### Normatividad
La normatividad de las zonas núcleo de la Reserva establecida en el programa de manejo es la siguiente:
1. Se promoverán las investigaciones científicas y estudios de monitoreo de especies y hábitats que no requieran manipulación o afecten los recursos naturales.
2. . Se evitará la extracción de especies de flora y fauna silvestre.
3. Se permitirán las actividades de educación ambiental.
4. No se permitirá la introducción de especies exóticas.
5. Se permitirán las visitas guiadas para grupos de no más de 10 personas con estancias no mayores a 24 horas (ecoturismo).[2]

### Zonas Naturales Sobresalientes

#### Ubicación
Abarca las áreas que colindan de manera inmediata a las zonas núcleo, caracterizadas por pendientes pronunciadas y laderas de distintos niveles de disección (desde fuerte hasta débil), así como laderas más suaves, las cuales también tienen distintos grados de disección, extendiéndose hasta un máximo de 1,000 metros.
Estas áreas incluyen hábitats clave para las especies con algún grado de protección o relevancia ecológica encontradas fuera de las zonas núcleo, así como cañadas significativas que forman parte de las principales cuencas hidrográficas. Estas cañadas son fundamentales para la conservación de los ríos y arroyos más importantes de la región, además de que albergan a diversas especies emblemáticas como el tapir, el venado cabrito, diversas cicadáceas y aves residentes -mayormente endémicas- dependientes de estos entornos para sobrevivir

### Zonas de Aprovechamiento Condicionado de los Recursos Naturales

#### Ubicación
Estas zonas abarcan desde los ejidos Las Nubes y Nicolás Bravo en el municipio de Arriaga; Viva Chiapas, Tierra y Libertad, Los Ángeles, California, y Parte de Villahermosa en el municipio de Villaflores; y Sierra Morena y La Sierrita en el municipio de Villacorzo. La topofrafía de estas zonas se caracteriza por la presencia de laderas tendidas y escarpadas, las cuales presentan una disección moderada y débil.

#### Normatividad
La normatividad de las zonas de aprovechamiento condicionado de los recursos naturales de la Reserva establecida en el programa de manejo es la siguiente:
1. Se promoverán las investigaciones científicas aplicadas.
2. Se evitará la extracción de especies de flora y fauna silvestre.
3. Se permitirán las actividades de educación ambiental, capacitación y la recreación.
4. Se permite la extracción de recursos forestales, estará sujeta a tasas y sistemas de aprovechamiento, basándose en estudios previos, que garanticen su uso sustentable.
5. Se permite la regeneración natural de bosques y selvas y/o su restauración a través de actividades de reforestación con especies nativas que permitan un manejo y aprovechamiento a futuro.
6. Se permite el uso pecuario apegado las normas de manejo y el reglamento interno de la Reserva.
7. Se promoverá las actividades silvopastoriles y manejo silvícola a través de programas de manejo forestal sustentados en estudios técnicos forestales integrales y de impacto ambiental, así como la agroforestería.[2]

### Zonas de Restauración

#### Ubicación
Esta zona abarca las microcuencas ubicadas dentro de la cuenca del Río Zanateco, las cuales han sido dañadas por las obras de infraestructura de caminos o por la sobreexplotación de los recursos naturales a partir de cambios en el uso de suelo, sobreextracción forestal, alto porcentaje de incendios forestales y presencia de fenómenos meteorológicos.
En cuanto a la topografía, comprende lugares caracterizados por la presencia de cimas, laderas empinadas y suaves, planicies con colinas y de vertiente con potencial forestal.
Debido al estado actual de dererioro, muchas de estas zonas han sido abandonadas para cualquier fin productivo, mostrando signos de degradación severa.

#### Normatividad
La normatividad de las zonas de restauración de la Reserva establecida en el programa de manejo es la siguiente:
1. Se promoverán las investigaciones científicas aplicada para la valoración y restauración de las áreas.
2. Se permite la restauración a través de obras y prácticas de conservación de suelo y agua (construcción de tinas ciegas, represas de control de azolve, acequias de ladera, formación de terrazas sucesivas, establecimiento de barreras y cercos vivos, reforestación y revegetación para el control de taludes, cultivos de cobertera).
3. Se permitirán las actividades de educación ambiental y capacitación para la producción sustentable.
4. Se permite el aprovechamiento de especies maderables -específicamente para uso doméstico-; el establecimiento de reforestaciones y plantaciones forestales con especies nativas que posteriormente puedan ser manejadas y aprovechadas en forma sustentable; el manejo de ganado específicamente bajo actividades de silvopastoreo; así como la reconversión del café convencional a café orgánico.
5. Se permite el aprovechamiento de la arena para actividades de construcción en la restauración del área, no para comercialización de los cauces de los ríos y arroyos que están desazolvados. Cuando estas áreas hayan pasado por una evaluación que permita reconocer un incremento significativo en la regeneración de la cubierta vegetal, producto de un manejo adecuado, las zonas podrán cambiar de categoría.[2]

### Zonas de Esparcimiento General al Aire Libre

#### Ubicación
Estas zonas abarcan los sitios de belleza escénica sobresaliente o de potencial ecoturístico y científico que permitan desarrollar infraestructura de servicios o la estancia por parte de los turistas sin poner en peligro las características naturales o cultrurales; tal es el caso de las zonas de la La Providencia, Las Minas y Las Píldoras en el municipio de Cintalapa, Tres Picos en el municipio de Villaflores; de Sierra Morena en el municipio de Villacorzo; de La Cuenca del Zanatenco en el municipio de Tonalá; y de Poza Galana y Adolfo López Mateos en el municipio de Arriaga

#### Normatividad
La normatividad de las zonas de esparcimiento general al aire libre de la Reserva establecida en el programa de manejo es la siguiente:
1. Se permitirán las actividades de educación ambiental e interpretación ambiental.
2. Se permite la recreación con actividades no destructivas de los recursos naturales, paseos a caballo, caminatas, apreciación y observación de la naturaleza, campamento al aire libre en sitios controlados.[2]

### Zonas de Valor Histórico-Cultural

#### Ubicación
Esta zona se encuentra en el sitio arqueológico "Iglesia Vieja", dentro del municipio de Tonalá, y en la antigua fábrica textil "La Providencia" y su área de influjo, en el municipio de Cintalapa.

#### Normatividad
La normatividad de las zonas de valor histórico-cultural de la Reserva establecida en el programa de manejo es la siguiente:
1. Se promoverán las investigaciones arqueológicas, antropológicas y restauración de los sitios histórico-culturales.
2. Se permite el desarrollo de infraestructura de servicios que no pongan en riesgo los valores escénicos, históricos y culturales que se protegen y promueven, cumpliendo con lo establecido en la Ley General del Equilibrio Ecológico y la Protección al Ambiente y la legislación aplicable en materia de Antropología e Historia.
3. Se permitirán las actividades de educación ambiental y cultural.
4. Se permite el turismo de naturaleza y cultural.
5. Se permite la restauración de las condiciones naturales que rodean a los sitios histórico-culturales.[2]

### Zonas de Uso Agropecuario y Forestal en Recuperación

#### Ubicación
Esta zona hace referencia a las laderas cuya disección es de tipo moderada o débil, a llanuras con colinas bajas o a los lugares cuyas características edafológicas, topográficas y climatológicas permitan llevar a cabo actividades de producción mediante las tecnologías apropiadas, pero que debido a su degradación necesiten actividades restitutivas de forma urgente antes de ser incorporadas a las actividades productivas.
Esta área abarca la región del Corazón del Valle en Cintalapa, 20 de Noviembre, Las Nubes y Poza Galana en el municipio de Arriaga; Los Laureles y Nueva Esperanza dentro del municipio de Villaflores; y Las Mercedes y Nueva Irlanda en el municipio de Villacorzo.

#### Normatividad
La normatividad de las zonas de uso agropecuario y forestal en recuperación de la Reserva establecida en el programa de manejo es la siguiente:
1. Se promoverá la Investigación científica aplicada.
2. Se permite la implementación de prácticas de conservación de suelo y agua (construcción de terrazas individuales y de banco, acequias de ladera, formación de terrazas sucesivas, establecimiento de barreras y cercos vivos).
3. Se permitirán las actividades de educación ambiental y capacitación para la producción sustentable.
4. Se permitirá la agricultura orgánica, asociación y rotación de cultivos, cultivos de cobertera, desarrollo de sistemas agroforestales, aplicación de métodos de control biológico, fertilización orgánica y la reconversión del área de café convencional a orgánico, así como de las áreas agropecuarias que cuenten con el potencial para la cafeticultura orgánica.
5. No se permite el cambio de uso del suelo en acahuales (vegetación secundaria) de 10 años o mayores.
6. El uso pecuario deberá apegarse a los resultados de las investigaciones y propuestas para la intensificación de la ganadería que establece las normas de manejo, el reglamento interno de la Reserva, y la implementación de sistemas silvopastoriles para el ganado, siembra de pastos de alto contenido proteínico (preferentemente nativos) y que permanezcan más tiempo verde, y el establecimiento de bancos de proteínas utilizando especies de leguminosas.
7. En las áreas forestales en recuperación se permite el saneamiento forestal, previo diagnóstico de las áreas y presentación de los estudios de impacto ambiental correspondientes. Asimismo, se permite la recuperación del bosque favoreciendo los procesos de regeneración natural, o de ser necesario, mediante reforestación con especies nativas.
8. Se permite el establecimiento de rodales semilleros para la obtención de germoplasma de alta calidad que permita recuperar las condiciones genéticas del bosque.
9. En sitios altamente degradados y que tengan las condiciones necesarias se permitirá el establecimiento de plantaciones forestales, previo diagnóstico y estudios de impacto ambiental.
10. En las áreas recuperadas se permite el establecimiento de unidades de manejo de vida silvestre y las actividades de ecoturismo y esparcimiento general al aire libre.[2]

### Zonas de Uso Agropecuario y Forestal Controlado

#### Ubicación
En este caso se hace referencia a las laderas cuya disección es de tipo moderada o débil, a llanuras con colinas bajas o a los lugares cuyas características edafológicas, topográficas y climatológicas permitan llevar a cabo actividades de producción -ya sean agropecuarias o forestales- mediante las tecnologías de índole tradicional apropiadas; y a los lugares en los cuales la baja densidad poblacional o la intensidad baja en el uso han conservado una buena parte de sus particularidades naturales, equilibrando la conservación y la producción.
De esta zona forman parte los ejidos de Rosendo Salazar y Villa Morelos en el municipio de Cintalapa; Nuevo Progreso, Adolfo López Mateos, Las Nubes y Las Brisas en el municipio de Arriaga; Las Palmas, Raymundo Flores, Miguel Hidalgo 1 y Cinco de Febrero en el municipio de Tonalá; Tierra y Libertad y San Clemente en el municipio de Jiquipilas; Josefa Ortiz, Agrónomos Mexicanos, Villahermosa y Heriberto Jara en el municipio de Villaflores; y Las ranchería Piedras Negras y Nueva Irlanda en el municipio de Villacorzo.

#### Normatividad
La normatividad de las zonas de uso agropecuario y forestal controlado de la Reserva establecida en el programa de manejo es la siguiente:
1. Se promoverá la Investigación científica aplicada para la adecuación productiva.
2. Se permite la implementación de prácticas de conservación de suelo y agua (construcción de terrazas individuales y de banco, acequias de ladera, formación de terrazas sucesivas, establecimiento de barreras y cercos vivos).
3. Se permitirán las actividades de educación ambiental y capacitación para la producción sustentable.
4. El uso pecuario apegado a lo que establecen las normas de manejo y la capacidad de carga animal sin que compita con especies silvestres.
5. La extracción de recursos forestales estará sujeta a tasas y sistemas de aprovechamiento basados en estudios previos, que garanticen un uso sustentable.
6. Se permite la reforestación y las plantaciones forestales maderables, frutales o de ornato, preferentemente con especies nativas para su manejo y aprovechamiento sustentable.
7. Se permite la cacería de subsistencia y cinegética en estas zonas previo análisis de la condición de las poblaciones.[2]

### Zonas de Uso Agropecuario Intensivo

#### Ubicación
Esta zona abarca las llanuras con colinas bajas, llanuras aluvionales, llanuras costaneras, y valles acuáticos o fluviales cuyas particularidades han permitido las actividades agrícolas y pecuarias de producción alta.
Dentro de esta área se encuentran los ejidos de Llano Grande y Chiapas Nuevo en el municipio de Cintalapa; Tierra y Libertad y Tiltepec en el municipio de Jiquipilas; Agrónomos Mexicanos en el municipio de Villaflores; Santa Bárbara y Francisco I. Madero en el municipio de Villacorzo; y Lázaro Cárdenas, Nicolás Bravo y Agrícola 20 de Noviembre en el municipio de Arriaga.

#### Normatividad
La normatividad de las zonas de uso agropecuario intensivo de la Reserva establecida en el programa de manejo es la siguiente:
1. Se permite la agricultura tradicional y tecnificada a través de métodos de labranza de conservación y prácticas de mejoramiento de las condiciones propias del suelo, el uso controlado y supervisado de fertilizantes, plaguicidas e insecticidas; el riego auxiliar sin que sea necesaria la modificación o desvío de embalses y cauces de agua; las actividades ganaderas, favoreciendo aquellas que apliquen métodos de intensificación, tecnificación y rotación de potreros, elevando la calidad más que la cantidad del ganado.
2. Se limita el uso del fuego para las actividades agrícolas y pecuarias, favoreciéndose las prácticas de labranza de conservación y el manejo holístico del ganado.
3. Se permite la reconversión de áreas de potreros y agrícolas de baja productividad a plantaciones y reforestaciones que permitan un aprovechamiento sustentable de sus productos, así como el establecimiento de unidades de manejo de vida silvestre para su aprovechamiento (ranchos cinegéticos, viveros de especies ornamentales de alto valor comercial, palmas y cicadáceas).[2]

### Zonas Urbanas, Suburbanas y Caminos

#### Ubicación
Esta zona hace referencia a los asentamientos humanos previos a la declaratoria del Área Natural Protegida Reserva de la Biósfera La Sepultura, el 6 de junio de 1995. Todos los asentamientos posteriores a la declaratoria son considerados como irregulares y deberán sujetarse a las disposiciones y determinaciones de las autoridades correspondientes

#### Normatividad
La normatividad de las zonas urbanas, suburbanas y caminos de la Reserva establecida en el programa de manejo es la siguiente:
1. Se permite el mejoramiento de los centros urbanos y suburbanos a través de la planeación y el ordenamiento ecológico del territorio municipal y ejidal o comunal.
2. Se permite el impulso de la electrificación y telefonía rural a través del uso de la energía solar, se limita el crecimiento de la red eléctrica con cables.
3. Se permite el mantenimiento y mejoramiento -no ampliación- de la red primaria y secundaria de caminos, en los casos necesarios a través de las previsiones de ley en materia de Impacto Ambiental; el desarrollo de la floricultura, fruticultura y horticultura en aprovechamientos integrales de traspatio, así como la forestación de calles y avenidas con especies ornamentales, frutales y maderables; y el establecimiento de viveros comunitarios para las actividades forestación y reforestación.[2]